# William R. Roy

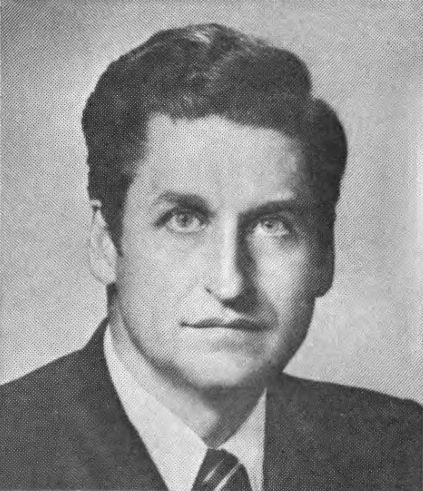
William R. Roy, 1973

William Robert Roy (* 23. Februar 1926 in Bloomington, Illinois; † 26. Mai 2014 in Topeka, Kansas) war ein US-amerikanischer Politiker. Zwischen 1971 und 1975 vertrat er den zweiten Wahlbezirk des Bundesstaates Kansas im US-Repräsentantenhaus.

## Werdegang
William Roy besuchte die öffentlichen Schulen in Lexington (Illinois). Danach studierte er bis 1946 an der Illinois Wesleyan University in Bloomington. Daran schloss sich bis 1950 ein Medizinstudium an der Northwestern University Medical School in Chicago an. 20 Jahre später studierte er an der Washburne University Law School auch Jura, ohne allerdings als Jurist zu arbeiten. Zwischen 1953 und 1955 diente er in der US-Luftwaffe, in der er es bis zum Captain brachte. Von 1955 bis 1970 praktizierte Roy als Arzt in Topeka, Kansas.
Roy wurde Mitglied der Demokratischen Partei. Bei den Kongresswahlen des Jahres 1970 wurde er als deren Kandidat im zweiten Distrikt von Kansas in das US-Repräsentantenhaus in Washington, D.C. gewählt. Dort trat er am 3. Januar 1971 die Nachfolge des Republikaners Chester L. Mize an. Nach einer Wiederwahl im Jahr 1972 konnte er bis zum 3. Januar 1975 zwei Legislaturperioden im Kongress absolvieren.
Im Jahr 1974 kandidierte er erfolglos gegen Bob Dole für einen Sitz im US-Senat. Eine weitere Kandidatur zum Senat scheiterte vier Jahre später, 1978, gegen die Republikanerin Nancy Landon Kassebaum. In den folgenden Jahren bis 1989 praktizierte William Roy wieder als Arzt in Topeka. Seit 1989 schrieb er regelmäßig politische Artikel im „Topeka Capital Journal“. Dabei vertrat er relativ liberale Ansichten und war ein Gegner der Politik von Präsident George W. Bush. Roy lebte zuletzt hochbetagt in Topeka.